# 長谷川良平
長谷川 良平（はせがわ りょうへい、1930年3月25日 - 2006年7月29日）は、愛知県半田市出身のプロ野球選手（投手）・コーチ・監督、解説者・評論家。
黎明期の広島カープを代表する投手であり、身長167cmという野球選手としては小柄な体格から、小さな大投手の異名を取り、通算197勝を記録した。

## 経歴

### プロ入り
愛知県半田商工学校卒業後、安田商店（福井県）・安田繊維・新田建設・第一繊維など4つのノンプロチームを渡り歩く。1949年末に設立された広島カープの石本秀一監督が選手集めをしていたところへ、広島への入団が決まっていた内藤幸三が新田建設時代の監督・横沢七郎経由で聞いた長谷川の噂を石本へ伝えたところ、1950年1月に長谷川は広島の入団テストを受けることになる。同年1月21日に石本の見守る中でシートバッティングの投手を務めるが、得意のシュートを連投して何人かのベテラン選手のバットをへし折り、入団が決まった。同日中に入団契約し契約金は30万円、月給は25,000円であった。1年目は初登板から6連敗ののち、4月27日の西日本戦（甲子園）で初勝利を挙げると、5月14日と同17日の西日本戦（鳴海・後楽園）で立て続けに勝ち、特に17日は初完封を記録したこともあって、「パイレーツ殺し」と呼ばれた。結局この年、新人ながらいきなりチームトップの15勝（27敗）を挙げる。

### 移籍騒動
1951年はチーム全体の勝利数32勝の半数を超える17勝（14敗）を記録し、オールスターゲームにも初出場する。
同年12月に新たに導入された統一契約書が印刷の遅れにより期限の12月15日までに当時帰郷していた長谷川の元に届かなかったため、石本監督は長谷川ら主力選手たちに取り急ぎ口頭で契約の意思を伝えていた。長谷川は郷里で出身地・愛知県に本拠地を置く名古屋ドラゴンズの選手たちと軟式野球を楽しんでいた際に「統一契約書が届いていない」と軽い気持ちで話す。
その後、長谷川に統一契約書が届いておらず保留選手だったことを名古屋球団が把握して、広島球団の統一契約書違反を口実に長谷川獲得に乗り出し、同月25日に長谷川も移籍を希望する声明を発表。長谷川は前年に父を亡くし、上の姉も結婚したことから下の姉が老母の面倒を見ていたため「跡取りとして故郷に帰りたい」と考えて、名古屋への移籍を望んでいた。また、当初は移籍騒動が大きくこじれることは想像しておらず、「『望むチームに行きたい』と言えば球団同士で簡単に話がつくだろう」程度にしか考えていなかった。これに対し石本は1952年1月10日に「セ・リーグ理事長でもある名古屋球団代表・中村三五郎が長谷川を操っている」と名指しで非難声明を出す。同14日には中村と広島球団代表・河口豪との会談の結果、中村は表向き「長谷川獲得を断念する」と意思表明したほか、26日にはセ・リーグ代表者会議で「リーグ内での選手の移籍は球団代表者間の円満な話し合い以外認めない」との決議もされたが、問題は一向に収拾しなかった。なお、当時は名古屋が小林恒夫（大洋）をトレードで獲得して広島へ譲渡し、その見返りに長谷川を獲得するという三角トレードの密約や金銭の授受に関する噂も流れていたという。
この間、新聞各紙は長谷川を批判する論調の記事を多数掲載したが、特に巨人の親会社が発行する読売新聞は名古屋（親会社は中日新聞社）に長谷川が加入することを恐れ、執拗に新聞紙上で名古屋球団と長谷川を非難した。長谷川は名古屋球団に匿われて広島球団関係者と会わないよう各地を転々としていたほか、阪神タイガース監督の松木謙治郎や、交友のあった国鉄スワローズのエース金田正一からも直接移籍の誘いを受けていた。長谷川は当時阪神に在籍していた藤村富美男の大ファンで、松木から勧誘を受けた際には藤村の援護を受けて投げられることを想像して期待していたという。広島側は長谷川を慰留するべく市内の繁華街で割烹旅館・キャバレーを経営する一方、選手たちからも信頼が厚く、長谷川からは「広島のお母さん」と慕われていた森田よし子（カープの女性後援会長）に依頼して長谷川を説得させる。森田は「長谷川を名古屋に獲られたらカープの危機だから阻止しなければならない」と何度も広島と名古屋を往復して名古屋球団側とも交渉。この際、「広島だと長谷川は安い給料で酷使される立場だ」と主張する名古屋に対し、森田は「長谷川は広島だからエースでいられる。名古屋に移籍すると杉下茂・近藤貞雄の次の立場だ」と反論するなどし、最終的に名古屋側を折れさせた。
結局、移籍騒動は3か月間にも及んだが、1952年2月11日には鈴木竜二セ・リーグ会長が「広島球団の承諾なくして他球団への移籍は認めない」との裁定を下す。これはプロ野球史上初のコミッショナー裁定で、長谷川側はこれを不服としてコミッショナーに提訴した。しかし、当初こそ名古屋移籍を希望していた長谷川も徐々に憔悴し「広島に帰りたい。名古屋には手を引いてほしい」と考えるようになり、3月10日には福井盛太コミッショナーが「統一契約書の存在意義は選手の引き抜きを防ぐためであり、球団間の信義に反する」と長谷川側の提訴を却下した。このコミッショナー裁定により長谷川は広島への残留が決定し、事態は収束した。1952年の開幕戦前日（3月20日）に広島駅に降り立った長谷川は出迎えてくれたファンの大歓声を受け、駅前のやぐらでファンに謝罪の挨拶をした上で「俺はカープ一筋に生きる。カープのためなら腕が折れてもいい」と決意を固めた。
松永郁子(2001)はこの一連の移籍騒動（長谷川問題）と1978年の江川事件（江川卓の去就をめぐる騒動）を対比して強い類似性を指摘している。

### 1953年以降
1952年は春先の移籍騒動のためにシーズンを迎えるための準備が不十分だったことから、開幕投手を新人の大田垣喜夫に譲ったが、その後も調子が上がらず11勝に終わる。
1953年になると、2年目を迎えて力を付けてきた大田垣がエースという周囲の声に発奮し、勝ち星を重ねる。17勝まで勝ち星を伸ばすが、夏の北海道遠征で帰塁時に足を捻挫し、これが思いのほか重傷で、しばらく勝ち星から遠ざかる。巨人戦で40日ぶりに18勝目を挙げると閉幕までに2勝を重ね、初の20勝（10敗）を達成。防御率もリーグ7位の2.66を記録した。1954年は20勝には届かず18勝に終わるが、防御率は1.82とリーグ4位に付けた。
最盛期は1955年で、開幕前のセ・リーグトーナメント大会で優勝してMVPを獲得すると、大洋ホエールズとの開幕戦にも勝利し、初の開幕戦勝利を飾る。その後も順調に勝ち星を重ね、10月20日の中日ドラゴンズとの最終戦で30勝目を挙げ、巨人の大友工と並んで最多勝利のタイトルを獲得した。防御率もキャリアハイの1.69でリーグ4位に入る。30勝のうち13勝を最下位の大洋から荒稼ぎし、負け数はわずか1であった。またこの年、8月21日の対阪神戦で通算100勝を達成している。
その後も、1956年22勝、1957年21勝と、3年連続20勝で入団から8年連続の2桁勝利を記録する。なお、1957年までの8年間でチーム全体の勝ち星の4割以上を1人で挙げた。この間の1956年6月24日の阪神戦では藤村富美男に代打逆転サヨナラ満塁本塁打を打たれ、翌1957年7月24日の広島市民球場のこけら落としの試合に先発登板している。
1958年は肩を故障し9勝に終わり、以降は一度も20勝以上を挙げられなかった（最多は1960年の13勝）。この年のオールスターの第2戦が広島市民球場で開催された際、長谷川は肩痛で投球練習もできない状態の中で麻酔を打って強行登板するが、わずか9球でノックアウトされている。肩を痛めたこともあったが、1958年以降成績を落としたのは広島市民球場の完成も影響したと言われる。それまでの広島総合球場は左翼側へ風が吹いていたが、右打者が長谷川のシュートを狙い打っても詰まらせることができたため問題なかった。しかし、新しい広島市民球場は左打者に有利な右翼側に風が吹いていたことから、右投げの長谷川には不利であった。
長谷川は中堅と捕手の位置を逆にすべきではないかと意見したこともあったが、市電が走っている電車通り（相生通り）の方を捕手側から中堅側に変更すると、高いフェンスを設置する必要があり、市の美観を損なうとして断られた。これにより、長谷川はちょっと打たれると、今日はシュートが悪いかもしれないと、途端に自分の武器に自信を失ってしまうなど、技術的なことよりも精神面で影響を受けてしまったという。長谷川自身「2, 3年遅く市民球場ができていたなら、200勝は確実にしていたのではないか思います」と語っている。1959年6月24日の大洋戦で完投し、NPB史上7人目の通算200試合完投を達成したほか、1960年6月18日の国鉄戦で通算500試合登板を達成した。
その後はリリーフに回り、引き続き投手陣の主軸として活躍する。コーチ兼任となった1963年限りで現役を引退。通算197勝は北別府学（213勝）に抜かれるまでは球団記録であった。なお、名球会入りの条件とされる200勝に史上最も近い勝ち星で引退した投手でもある。
長谷川自身が引退を確信した2つのシーンがあったという。
- 渾身の力で投げたシュートを大洋の松原誠に詰まりながらもレフト前に打ち返され、生命線である決め球に不安を感じた[29]。
- 元来守備が好きで、素早いバント処理で走者をよく二塁で刺していたが、前述と同時期の阪神戦で二塁へ送球しようとした際に膝がガクッと折れ、バネが弱ったことを痛感した[29]。

1965年3月7日に引退記念表彰式が行われた。

### 引退後
1964年からは広島の一軍投手コーチ専任となり、1年目の森川卓郎・西川克弘・安仁屋宗八を指導。1965年途中からは白石勝巳の後を受けて監督を務め、1966年には正式に就任。初代監督の石本秀一をヘッドコーチに招聘し、初代スコアラーの川本徳三を後任の一軍投手コーチに抜擢。補強に頼らない「戦力の2割アップ」を掲げ、大味な野球からの脱却を目指した。この年は5月に三週間首位に立ち、6月にも再び首位に返り咲くなどファンを期待させた。9月までは優勝の巨人に大差をつけられながらも3位と奮闘し球団初のAクラス入りは目前であったが、主力打者の故障などが相次ぎ後半戦に連敗が多くなる。終盤の10連敗が影響して終始Bクラスの阪神に抜かれ、最後は借金返済どころか借金16の4位でシーズンを終えた。
投手陣では前年ノーヒットノーランの外木場義郎が伸び悩んだものの、池田英俊や安仁屋などはそれなりの成績を収めた。打撃陣でも古葉竹識が自慢の足で走りまくり、興津立雄や藤井弘といった強打者たちもそれなりの成績を収めた。この年後に黄金時代の一翼を担い、1978年に首位打者を獲得する水谷実雄が入団するが腎臓病のため一軍出場もなかった。
1967年は近鉄から根本陸夫を参謀役に招いたが、出足からつまずく。4月はまずまずの滑り出しも6月中旬から最下位に定着すると、8月以降は最下位が確定し優勝の巨人に37ゲームを、2位の中日に25ゲーム差を付けられた。結局1963年以来4年ぶりの最下位となり、そのままシーズンを終えた。投手陣では大石清との「大石トレード」で阪急からやってきた大石弥太郎が10勝を挙げて投手陣の柱となり、白石静生もそれなりの成績を収めるなど奮闘した。打撃陣では興津や大和田明、古葉などが奮闘したが好不調の波が激しかった。同年退任。
広島退団後は中日の一軍投手コーチ（1968年）→二軍投手コーチ（1969年 - 1970年）を務め、中日退団後はRCC解説者（1971年 - 1972年）を経て、広島に復帰して一軍投手コーチ（1973年）→ヘッドコーチ（1974年）を務めた。1975年からは広島市中区を拠点にRCC解説者・日刊スポーツ評論家として長きにわたって活躍し、1983年には広島の春季キャンプに臨時コーチとして招聘され、3年目の川口和久にコントロールを意識したノーワインドアップ投法ではなく、入団時のワインドアップ投法に戻すように指示。「ノーワインドアップだと上体に頼り過ぎ、肩・肘を痛める。制球難は気にせず荒れ球は味方にすればよい」という助言もし、川口はそれが転機となり、同年から先発ローテーション投手として一軍に定着。1995年に解説業を退いた後は球界から遠ざかり、極たまに広島ローカルのテレビ番組で顔を見せる以外、公の場に姿を現すことはなかった。2001年に野球殿堂入り。
2006年7月29日に肺炎のため広島市内の病院で死去。76歳没。なお、この日広島市民球場で行われた広島対横浜ベイスターズ戦（12回戦）において、長谷川の生前の功績を偲び、両軍選手によって試合前に黙祷が捧げられた（試合は広島が6-3で勝利）。

## 選手としての特徴
投法は主にスリークォーターだったが、低い身長を活かしてより低い位置からボールを投げるためにサイドスローも臨機応変に採り入れた。投げた直後に跳ね上がるような投球フォームからのストレートとシュートボールは威力抜群で、同期のテスト生で仲が良くしばしばバッテリーを組んでいた長谷部稔は、長谷川の投球を長く受け続けて左手の人差し指にいくつもひびが入り、あるときには捕球のたびに皮膚の裏側から血が噴き出したこともあったという。
特にシュートについては、あまりの変化の鋭さに相手打者のバットがへし折られることが再三あった。実際に1試合でバットを3本折られた打者（西沢道夫だと言われている）がいて、試合後慌てて、「頼むからシュートを投げないでくれ。バット代がかかってしようがない」と真顔で頼み込んできたという逸話が残されている。
通常のシュートは肩-肘-指先の連係動作（ひねり）を使って投げるが、長谷川は投球時に身体を横に回転し、身体の左側に壁を作って、ステップする瞬間に腰をひねることによってボールにシュート回転を与える、「下半身を使って投げる投法」だった。そのおかげで、シュートを多投しても肘痛になることはなかったという。
多彩な変化球を操ると言われたが、実際の球種はストレートと速い遅い2種類のカーブ、縦横2種類のシュートボールで、これらを上手、横手、下手から投げ分けていた。

## 人物
普段の生活では健康面や身体の手入れを重要視した。右肩を大事にして、列車の座席では必ず左肩の方を窓際に寄せた。寝る時は右肩に布を当てて冷えるのを防いだ。どんな暑い夜でも扇風機は勿論、窓を開けて寝ることを避けた。同部屋の選手が暑さにたまりかねて起きても長谷川は寝入っていたという。
酒は嫌いだったこともあるが、贔屓や同僚からどんなに勧められても断り、相手の感情を害しようが決して飲まなかったためキャバレーで「失礼な態度だ」とブランデーを投げかけられ、球団内部で問題になったこともあった。なお、当時かわいがってもらっていた力道山が同席していても頑なに拒否し、そのうち力道山も理解したのか酒を勧めなくなったとされる。
もともと酒が苦手な上に、貧しい実家に送金する必要から余分な出費を嫌って、酒席を避けるようになったことや、長谷川自身も、自分が懸命に投げているのに、負けても遊びに行ったり麻雀をするばかりで練習しない古参選手の姿に我慢できなかったことで、チームメイトの多くとはあまり仲が良くなかった。だが、そのような態度が周りと軋轢を生み、特に酒豪の武智修にはよくいじめられた。わざとエラーされたり村八分にされていたが、1951年末に勃発した移籍騒動では、石本秀一監督と共に説得役としてやってきたという。
チーム内での友人は捕手の長谷部稔など、数人しいなかったが、その長谷部とは2001年5月1日に放映された「プロジェクトX〜挑戦者たち〜 史上最大の集金作戦 広島カープ～市民とナインの熱い日々～」で共にゲスト出演。当時71歳ながらNHKのスタジオ内で長谷部とキャッチボールをして、見事なコントロール振りを披露した。
また「プロジェクトX～挑戦者たち～」では球団の資金難を克服するべく選手達と共に広島県内の劇場を周り、「湯島の白梅」を歌って資金調達に奔走したことを明かしている。

## 交友関係
尊敬する選手は巨人の川上哲治と阪神の藤村富美男で、長谷川自身この二人との対決を何よりも楽しみにしていた。巨人戦で川上を見逃しの三振に打ち取った時、直後の座談会で川上から「ハセ！これでわしと同格やな。」と声をかけられ、長谷川は「何いうてますか。わしには大きな宝じゃ。」と感激の言葉を述べた。阪神戦では長谷川に手を焼いた藤村がスクイズバントを試みたことに、後年「あの藤村さんがねえ。わしを見て打てんと見てやったんかいな。」と述べている。ただし、藤村には代打逆転サヨナラ満塁本塁打を打たれており、これには「ちょっと悔しかった。……藤村さんには、わし、ファンやし、尊敬してるからわざと打たしたわけじゃないんじゃが……」と複雑な胸中を述べている。
入団時の監督であった石本秀一から非常にかわいがられており、移籍問題の際も石本は「若い長谷川の心を誑かした」と名古屋球団を悪者にして長谷川を擁護した。また、石本の自宅によく呼びつけられて、下半身を鍛えるための練習や投球時の足の蹴り方を徹底的に教え込まれた。
友人には国鉄スワローズのエース金田正一がいる。マウンドでは二人はライバルとして投げ合い、大男で正統派左腕の金田と小男でサイドスロー右腕の長谷川という対照的な両エースの対決であったが、同じ愛知県出身、弱小球団の屋台骨を支えるエースとしての接点から、私生活ではよく連れ立って遊んだ。1951年オフの長谷川の移籍騒動では金田は「どや、わしと組まへんか。」と強くスワローズへの移籍を勧めた。2000年の長谷川の野球殿堂入りを、金田はわがことのように喜び、東京の祝賀パーティはもちろん、地元広島の祝賀パーティにも駆け付け関係者を感激させた。「殿堂入りが遅すぎる。上のもんは何しとる！もっと強いとこ行っとったら300勝したかもしれん。今の若いピッチャーはハセの爪の垢でも煎じて飲んどけ！」との金田節に長谷川は「カネは、旧友というより球友じゃ。」と喜んだ。また、2001年1月の野球殿堂入りのセレモニーでは、本人の希望で金田正一と小山正明を左右に真中に立って記念写真を撮っている。大男両名に挟まれる形になって長谷川の小柄さが目立ってしまうのだが、「ボクは小さいから『この体でようあれだけ投げたな』と言われる。金田とか小山君とかやって当たり前と思われる。だから、ボクはこの体ですごく得をしたんじゃ。」との理由で、あえて選んだ。

## エピソード
広島球団においては、長谷川の後に太田垣（備前）喜夫、安仁屋宗八、外木場義郎、北別府学、佐々岡真司、コルビー・ルイス、前田健太、大瀬良大地と、三文字姓の投手が代々活躍していることから、現在でも「三文字の姓はカープのエースの証」（三文字エース伝説）と言われている。
中沢啓治原案のアニメ映画『かっ飛ばせ!ドリーマーズ』では、石本秀一監督役として出演している。

## 詳細情報

### 年度別投手成績
| 年 度      | 球 団      | 登 板 | 先 発 | 完 投 | 完 封 | 無 四 球 | 勝 利 | 敗 戦 | セ 丨 ブ | ホ 丨 ル ド | 勝 率 | 打 者 | 投 球 回 | 被 安 打 | 被 本 塁 打 | 与 四 球 | 敬 遠 | 与 死 球 | 奪 三 振 | 暴 投 | ボ 丨 ク | 失 点 | 自 責 点 | 防 御 率 | W H I P |
| ---------- | ---------- | ----- | ----- | ----- | ----- | -------- | ----- | ----- | -------- | ----------- | ----- | ----- | -------- | -------- | ----------- | -------- | ----- | -------- | -------- | ----- | -------- | ----- | -------- | -------- | ------- |
| 1950       | 広島       | 56    | 37    | 27    | 3     | 1        | 15    | 27    | --       | --          | .357  | 1518  | 348.1    | 345      | 24          | 170      | --    | 6        | 146      | 5     | 2        | 190   | 150      | 3.87     | 1.48    |
| 1951       | 広島       | 41    | 22    | 17    | 1     | 0        | 17    | 14    | --       | --          | .548  | 1150  | 263.1    | 266      | 15          | 108      | --    | 7        | 115      | 4     | 1        | 128   | 102      | 3.48     | 1.42    |
| 1952       | 広島       | 55    | 29    | 15    | 2     | 0        | 11    | 24    | --       | --          | .314  | 1289  | 306.0    | 302      | 6           | 97       | --    | 4        | 138      | 7     | 0        | 142   | 113      | 3.32     | 1.30    |
| 1953       | 広島       | 45    | 24    | 18    | 3     | 0        | 20    | 10    | --       | --          | .667  | 1024  | 253.2    | 217      | 11          | 58       | --    | 5        | 99       | 3     | 0        | 97    | 75       | 2.66     | 1.08    |
| 1954       | 広島       | 46    | 30    | 28    | 4     | 6        | 18    | 17    | --       | --          | .514  | 1248  | 310.2    | 273      | 8           | 65       | --    | 5        | 112      | 1     | 0        | 83    | 63       | 1.82     | 1.09    |
| 1955       | 広島       | 54    | 36    | 32    | 6     | 5        | 30    | 17    | --       | --          | .638  | 1540  | 387.1    | 305      | 10          | 93       | 12    | 8        | 207      | 3     | 0        | 93    | 73       | 1.69     | 1.03    |
| 1956       | 広島       | 58    | 32    | 25    | 8     | 2        | 22    | 22    | --       | --          | .500  | 1392  | 351.0    | 283      | 14          | 86       | 2     | 10       | 194      | 4     | 0        | 106   | 84       | 2.15     | 1.05    |
| 1957       | 広島       | 59    | 33    | 22    | 6     | 2        | 21    | 23    | --       | --          | .477  | 1374  | 340.1    | 289      | 13          | 97       | 5     | 8        | 167      | 1     | 0        | 115   | 95       | 2.51     | 1.13    |
| 1958       | 広島       | 33    | 18    | 8     | 2     | 2        | 9     | 11    | --       | --          | .450  | 713   | 178.0    | 144      | 7           | 56       | 2     | 2        | 103      | 2     | 0        | 60    | 42       | 2.12     | 1.12    |
| 1959       | 広島       | 38    | 19    | 11    | 1     | 3        | 12    | 11    | --       | --          | .522  | 716   | 179.2    | 138      | 5           | 49       | 5     | 3        | 73       | 2     | 0        | 54    | 43       | 2.15     | 1.04    |
| 1960       | 広島       | 46    | 15    | 8     | 2     | 0        | 13    | 15    | --       | --          | .464  | 790   | 193.1    | 158      | 8           | 62       | 8     | 2        | 90       | 0     | 0        | 58    | 47       | 2.18     | 1.14    |
| 1961       | 広島       | 35    | 9     | 1     | 0     | 0        | 1     | 7     | --       | --          | .125  | 454   | 108.2    | 109      | 8           | 32       | 3     | 1        | 42       | 1     | 0        | 47    | 44       | 3.63     | 1.30    |
| 1962       | 広島       | 32    | 11    | 1     | 0     | 0        | 6     | 7     | --       | --          | .462  | 445   | 106.1    | 103      | 11          | 34       | 3     | 2        | 54       | 0     | 0        | 46    | 41       | 3.45     | 1.29    |
| 1963       | 広島       | 23    | 0     | 0     | 0     | 0        | 2     | 3     | --       | --          | .400  | 212   | 49.2     | 45       | 7           | 19       | 3     | 5        | 24       | 0     | 0        | 23    | 21       | 3.78     | 1.29    |
| 通算：14年 | 通算：14年 | 621   | 315   | 213   | 38    | 21       | 197   | 208   | --       | --          | .486  | 13865 | 3376.1   | 2977     | 147         | 1026     | 43    | 68       | 1564     | 33    | 3        | 1242  | 993      | 2.65     | 1.19    |

- 各年度の太字はリーグ最高

### 年度別監督成績
| 年度      | 球団      | 順位      | 試合 | 勝利 | 敗戦 | 引分 | 勝率 |
| --------- | --------- | --------- | ---- | ---- | ---- | ---- | ---- |
| 1965年    | 広島      | 5位       | 76   | 31   | 43   | 2    | .412 |
| 1966年    | 広島      | 4位       | 136  | 57   | 73   | 6    | .438 |
| 1967年    | 広島      | 6位       | 138  | 47   | 83   | 8    | .362 |
| 通算：3年 | 通算：3年 | 通算：3年 | 350  | 135  | 199  | 16   | .404 |

- ※1 1965年は140試合制
- ※2 1966年から1996年までは130試合制

### タイトル
- 最多勝利：1回（1955年）

### 表彰
- 野球殿堂特別表彰（2001年）

### 記録
初記録
- 初出場：1950年3月16日、対中日ドラゴンズ1回戦（福山三菱電機球場）
- 初勝利：1950年4月27日、対西日本パイレーツ5回戦（阪神甲子園球場）
- 初完封勝利：1950年5月17日、対西日本パイレーツ11回戦（後楽園球場）[4]

節目の記録
- 100勝：1955年8月21日 ※史上20人目
- 1500奪三振：1962年6月17日 ※史上9人目

その他の記録
- シーズン27敗（1950年） ※セ・リーグタイ記録
- シーズン190失点（1950年） ※セ・リーグ記録
- 通算防御率2.647 ※2000投球回以上かつ最優秀防御率未獲得では小山正明に次ぐ歴代2位
- オールスターゲーム出場：7回（1951年、1953年、1954年、1955年、1956年、1957年、1958年）

### 背番号
- 32（1950年）
- 18（1951年 - 1963年）
- 62（1964年 - 1965年）
- 30（1966年 - 1967年）
- 66（1968年 - 1970年）
- 60（1973年）
- 81（1974年）